# Ропстен (станция метро)
«Ропстен»  (швед. Ropsten) — конечная станция Красной линии Стокгольмского метрополитена. Следует за станцией Йердет (швед. Gärdet), обслуживается маршрутом T13.
Станция находится в 5,1 км от центральной станции красной линии на мысе Ропстен, район Йортхаген. Ропстен является наземной станцией и располагается над площадью Ропстенсплан на виадуке. Транспортно-пересадочный комплекс станции включается в себя станцию метро, терминал легкорельсовой железнодорожной линии Лидингё, а также автобусный терминал. 
Хотя в настоящее время Ропстен является конечной станцией, изначально предполагалось, что линия метро будет продолжена в направлении коммуны Лидингё и далее до полуострова Богесундсландет, где в то время планировалось массовое строительство жилья. В 1996 году муниципальный совет коммуны Лидингё одобрил продление линии метро, но эти планы были впоследствии сорваны. В 2012 году снова состоялись слушания по поводу обеспечения коммуны Лидингё транспортом, однако в настоящее время речь идёт о легкорельсовом транспорте, а вариант с прододлением линии метро не рассматривается.
Станция была открыта в составе участка "Эстермальмторг — Ропстен" королем Швеции Густавом VI Адольфом 2 сентября 1967 года, за день до перехода Швеции на правостороннее движение. 
Художественное оформление станции принадлежит Роланду Кемпе и Маттсу Юнгстедту. Ропстен была в числе первых станций, украшенных росписями. Руке Роланда Кемпе приналлежит гофрированная металлическая крыша станции, окрашенная в черно-белый цвет, граффити извивающейся змеи со стрелами, а также росписи на стенах коридора, ведущего на выход в район Йортхаген. Кованная дверь станции является творением Маттса Юнгстедта. Работы созданы в 1971 и 1980 гг. соответственно.

## Галерея

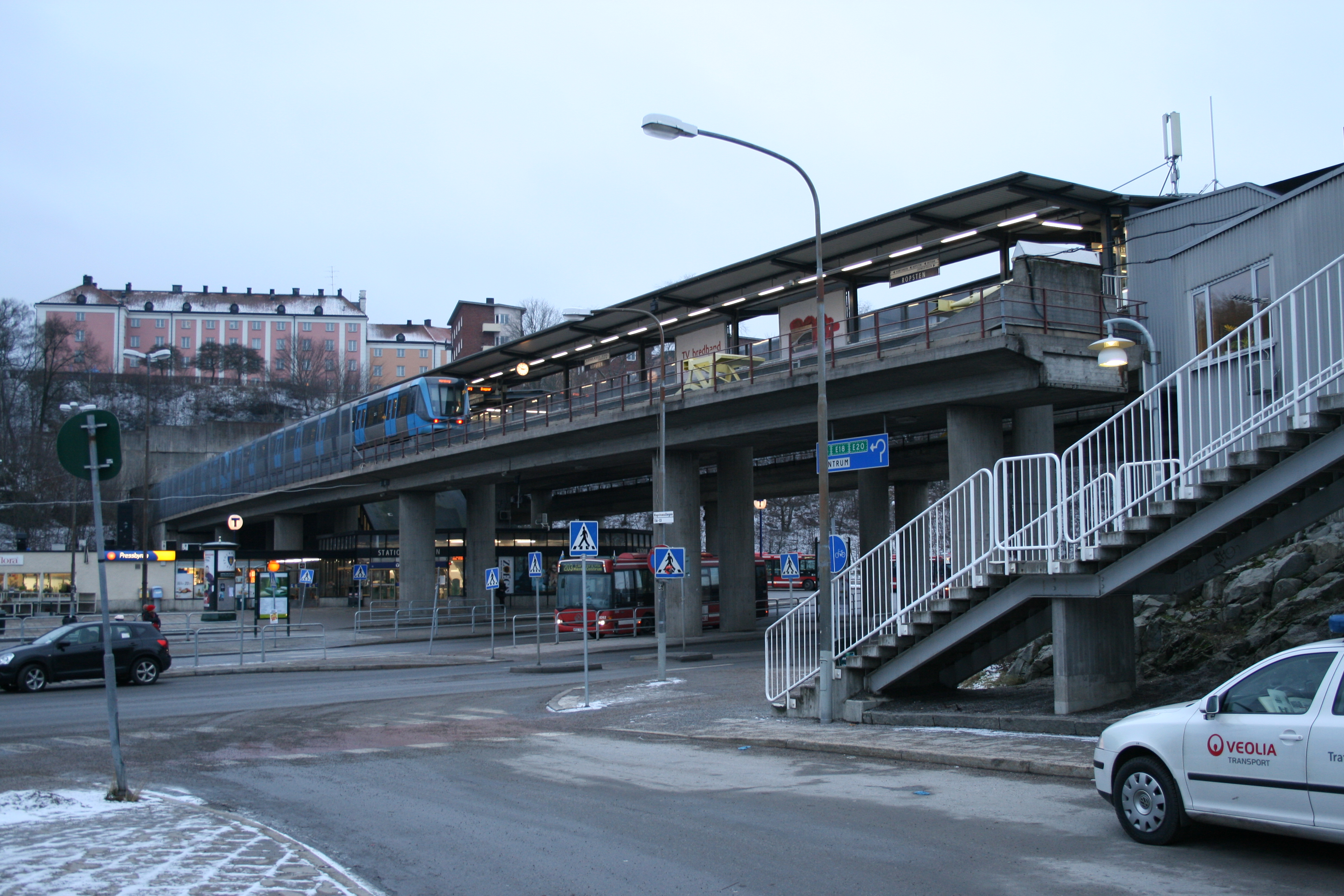
Станция вместе с виадуком, январь 2009
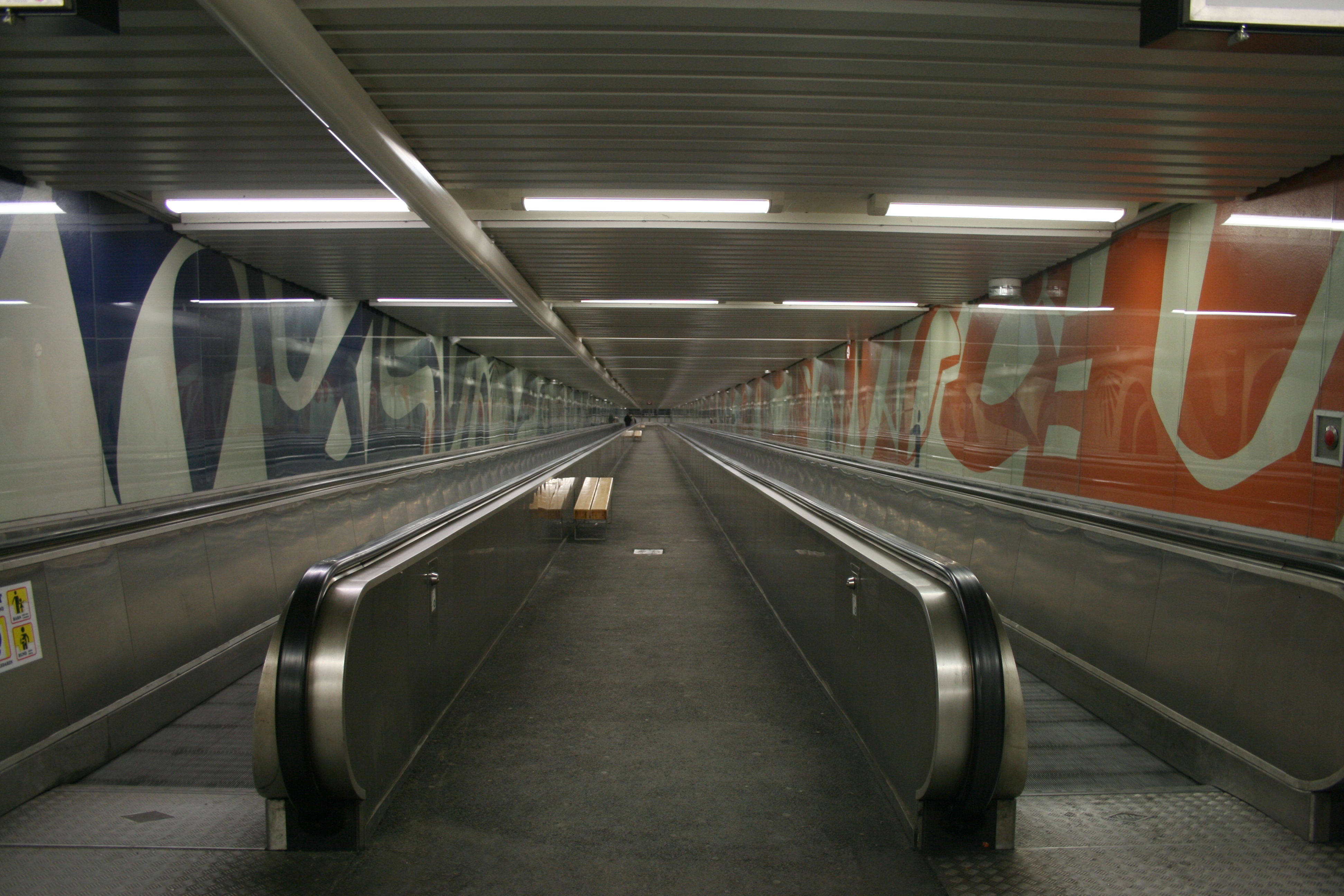
Травалатор, ведущий на платформу
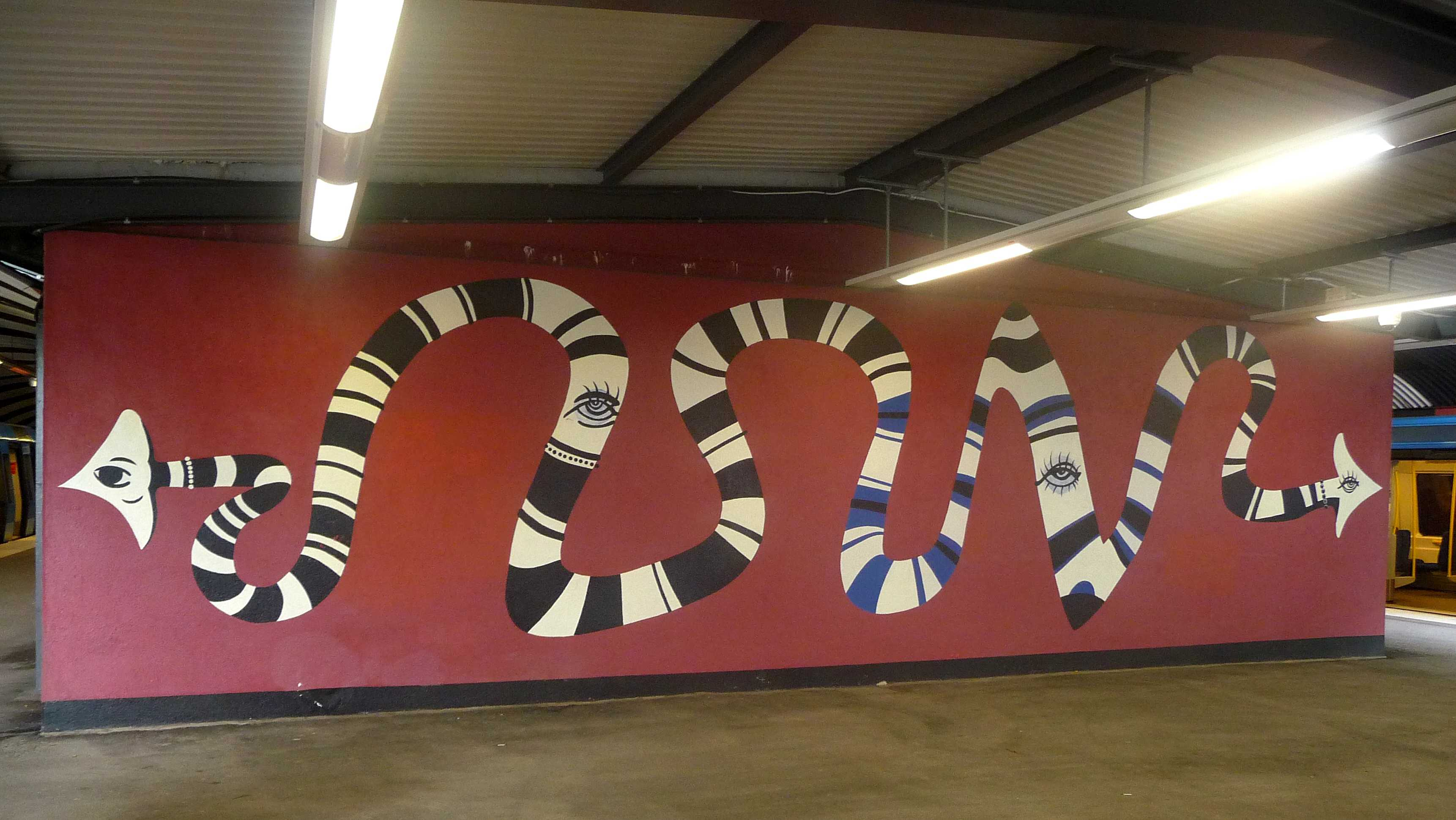
Росписи на стенах станции